# Procriosis
Procriosis är ett släkte av fjärilar. Procriosis ingår i familjen nattflyn.
Kladogram enligt Catalogue of Life:
| Procriosis | \| \| Procriosis albizona \| \| \| \| \| \| Procriosis dileuca \| \| \| \| |
|            | \| \| Procriosis albizona \| \| \| \| \| \| Procriosis dileuca \| \| \| \| |
|            | Procriosis albizona                                                        |
|            |                                                                            |
|            | Procriosis dileuca                                                         |
|            |                                                                            |